# Липовая Гора (платформа)
Ли́повая Гора́ — остановочный пункт Костромского направления Северной железной дороги, расположенный на южной окраине города Ярославля.
Своё название платформа получила по одноимённому району Ярославля, внутри которого она и расположена. С восточной стороны платформы расположены многоэтажные дома посёлка Ярославского радиозавода, с западной — кварталы частной застройки. Граница городской черты расположена в 1,5 км от платформы.
В середине 2000-х годов проведён капитальный ремонт остановочного пункта. Была сооружена новая низкая бетонная платформа с металлической оградой, навес и билетная касса.
На платформе останавливаются пригородные поезда, идущие на Нерехту, Кострому и Данилов. Не останавливаются пригородные поезда, идущие на Иваново, и электропоезда-экспрессы сообщением Ярославль — Кострома.